# Suriname International 2019
Die Suriname International 2019 im Badminton fanden vom 12. bis zum 16. November 2019 in Paramaribo statt.

## Sieger und Platzierte
| Disziplin    | Gold                              | Silber                             | Bronze                              |
| ------------ | --------------------------------- | ---------------------------------- | ----------------------------------- |
| Herreneinzel | Brian Yang                        | Kevin Cordón                       | Christian Kirchmayr                 |
| Herreneinzel | Brian Yang                        | Kevin Cordón                       | Adam Mendrek                        |
| Dameneinzel  | Haramara Gaitan                   | Tereza Švábíková                   | Daniela Macías                      |
| Dameneinzel  | Haramara Gaitan                   | Tereza Švábíková                   | Monyata Riviera                     |
| Herrendoppel | Danny Chen Mitchel Wongsodikromo  | Shae Michael Martin Gavin Robinson | Jason Chen Kevin Karg               |
| Herrendoppel | Danny Chen Mitchel Wongsodikromo  | Shae Michael Martin Gavin Robinson | Eros Pierpont Roche Young A Fat     |
| Damendoppel  | Daniela Macías Dánica Nishimura   | Monyata Riviera Sabrina Scott      | Imani Mangroe Chaista Soemodipoero  |
| Damendoppel  | Daniela Macías Dánica Nishimura   | Monyata Riviera Sabrina Scott      | Kayleigh Moenne Faith Sariman       |
| Mixed        | Shae Michael Martin Sabrina Scott | Gavin Robinson Monyata Riviera     | Geordan Tjon Kon Joe Imani Mangroe  |
| Mixed        | Shae Michael Martin Sabrina Scott | Gavin Robinson Monyata Riviera     | Kevin Yao Lin Zou Anjali Paragsingh |